# البكوات (عزبة)
قرية عزبة البكوات هي إحدى القرى التابعة لمركز الرحمانية في محافظة البحيرة في جمهورية مصر العربية. حسب إحصاءات سنة 2006، بلغ إجمالي السكان في عزبة البكوات 3782 نسمة، منهم 1816 رجل و1966 امرأة.